# Peter Aufschnaiter
Peter Aufschnaiter (Kitzbühel, 2 novembre 1899 – Innsbruck, 12 ottobre 1973) è stato un alpinista e agronomo austriaco.

## Biografia
Nato a Kitzbühel, nel Tirolo, Aufschnaiter iniziò le scuole superiori a Kufstein. Durante la formazione scolastica prestò servizio militare nella Prima guerra mondiale, nel 1917. Nel 1919 completò infine gli esami e si trasferì a Monaco di Baviera per studiare agronomia.
Successivamente decise di dedicarsi all'alpinismo, iniziando con una serie di scalate sulle montagne rocciose del Kaiser e stringendo rapporti con altri alpinisti di nazionalità tedesca a Monaco di Baviera. Partecipò inoltre a diverse spedizioni nel Kangchenjunga e nel Sikkim, dove venne a contatto con il popolo tibetano apprendendone la lingua.
Dopo la salita al potere di Adolf Hitler in Germania nel 1933, Aufschnaiter decise di diventare membro del Partito nazista. Dal 1936 lavorò a tempo pieno per la Fondazione tedesca per l'Himalaya, fondata quell'anno dall'alpinista Paul Bauer.

### Il Nanga Parbat e la cattura
Dopo diversi tentativi di spedizione sul Nanga Parbat, nel 1939 Aufschnaiter riuscì a condurre una piccola spedizione di quattro uomini, tra cui lo scalatore Heinrich Harrer, con l'obiettivo di raggiungere la parte più alta della montagna. Verso fine agosto, Aufschnaiter e i suoi compagni giunsero a Karachi, nella speranza che un cargo li riportasse a casa. Tuttavia, essendo la nave in ritardo, la spedizione cercò di raggiungere la Persia, ma diverse centinaia di chilometri a nord-ovest di Karachima furono posti sotto la protezione dei soldati britannici e quindi arrestati. Appena due giorni dopo lo scoppio della Seconda Guerra Mondiale, Aufschnaiter e i suoi compagni furono trasferiti in un campo di detenzione ad Ahmednagar, in India. Durante il periodo di prigionia, presero in considerazione l'idea di fuggire verso Goa, ma quando furono trasferiti a Dehradun, l'obiettivo della fuga divenne il Tibet, nel tentativo di raggiungere il fronte giapponese in Birmania o in Cina.
Dopo vari tentativi falliti di fuga, il gruppo pianificò un piano di evasione che funzionò. Infatti, il 29 aprile 1944 Rolf Magener e Heins von Have si travestirono da ufficiali britannici, mentre Aufschnaiter, Harrer, Bruno Treipel, Hans Kopp e Sattler da lavoratori indiani e lasciarono il campo. Magener e von Have presero il treno per Calcutta e da lì raggiunsero l'esercito giapponese in Birmania. Gli altri si diressero verso il confine più vicino. Dopo che Sattler si arrese, i quattro rimanenti entrarono in Tibet il 17 maggio 1944 e da allora si divisero in due gruppi. 
Aufschnaiter e Harrer, aiutati dalla conoscenza della lingua tibetana, proseguirono verso la capitale Lhasa, che raggiunsero il 15 gennaio 1946. Aufschnaiter decise di fermarsi in Tibet dove, come impiegato del governo, contribuì a progettare una centrale idroelettrica e un sistema fognario per la città, oltre ad avviare la riforestazione dell'area. Assieme ad Harrer, egli tracciò la prima mappa esatta della capitale, si impegnò in scavi archeologici i cui ritrovamenti furono comunicati per lettera allo storico ed esploratore Giuseppe Tucci. 
Nell'ottobre del 1950 l'avanzata dell'Esercito Popolare di Liberazione Cinese verso Lhasa costrinse Aufschnaiter e Harrer a unirsi alla carovana del Dalai Lama e a ritirarsi al confine con l'India. Harrer proseguì per l'India, ma Aufschnaiter rimase a Gyantse. Lasciò il Tibet solo 10 mesi dopo.

### Dopo il Tibet
Nel 1952 Aufschnaiter si trasferì in Nepal, dove lavorò come cartografo, e poi a Nuova Delhi, dove entrò nell'esercito. Egli ottenne un passaporto speciale che gli permise di accedere a molte aree remote e inaccessibili, dove scoprì preziosi e antichi affreschi buddisti. Aufschnaiter trascorse molti anni in Nepal, lavorando come ingegnere agricolo. Dal 1956 ricoprì una posizione rilevante come esperto agricolo per l'ONU in materia di alimentazione e agricoltura.
Dopo gli anni nepalesi, fece ritorno in Austria, a Innsbruck, dove morì il 12 ottobre 1973 all'età di 73 anni. Il suo corpo è sepolto a Kitzbühel, sua città natale.

## Nella cultura di massa
La sua storia, assieme a quella di Heinrich Harrer, viene narrata dal regista Jean-Jacques Annaud nel film Sette anni in Tibet, uscito nel 1997. Aufschnaiter è interpretato da David Thewlis.